# Изправи се, Делфина
„Изправи се, Делфина“ (на македонска литературна норма: „Исправи се, Делфина“) е югославски филм от СР Македония от 1977 година на режисьора Ацо Гюрчинов по сценарий на Ацо Гюрчинов. Филмът е в чест на плувкинята, превърнала се в една от най-известните спортистки на Югославия - Атина Бояджи, наричана Охридската делфина.
Главните роли се изпълняват от Абдурахман Шаля, Благой Чоревски, Емилия Андреева, Гьокица Лукаревски, Илия Милчин, Йон Исая, Крум Стоянов, Майда Тушар, Мара Исая, Мехди Байрактари, Милица Стоянова, Ненад Милосавлевич, Камшик Васовски, Ристо Стефановски, Сабина Айрула, Сюзан Максут.

## Сюжет
Филмът разказва за живота на девойката Делфина. Тя е решена въпреки всички трудности да преплува Ламанша. При подготовката си тя се запознава с Рене, който е инвалид в количка. Той е преплувал Ламанша преди да стане инвалид и сега изпраща плувците по пътя им през канала. Делфина започва борбата с водната стихия на канала. В перипетиите я придружават треньорът ѝ Атанас и приятелят ѝ Петко. По време на прехода Делфина се замисля за миналото си и за някогашната си любов Младен. В крайна сметка Делфина преплува Ламанша и на приема в нейна чест се сблъсква с Младен. Делфина продължава живота си с Петко и оставя Младен в миналото си.

## Награди
- 1977 ФЮИФ, Пула, за режисура на Александър Гюрчинов
- 1977 ФЮИФ, Пула, за режисура на Александър Гюрчинов
- 1977 ФЮИФ, Пула, за главна женска роля за Неда Арнерич
- 1977 ФФ, Вранечка баня, Специална награда „Златник“ за актьора Слободан Димитриевич
- 1977 ФФ, Вранечка баня, Трета награда за сценарий на Александър Гюрчинов
- 1977 ФФ, Ниш, Награда „Царица Теодора“ за най-добра женска роля на Неда Арнерич
- 1978 МФФ, Париж, CIDALC[1]